# Women's National League
La Women's National League (WNL), in irlandese Sraith Náisiúnta na mBan, citata anche come Continental Tyres Women's National League per ragioni di sponsorizzazione, è il livello di vertice del campionato femminile di calcio dell'Irlanda. Il torneo è organizzato in collaborazione tra la federazione calcistica dell'Irlanda (Football Association of Ireland - FAI) e la Women's Football Association of Ireland. Precedentemente la FAI/WFAI organizzò un campionato di calcio femminile denominato Ladies League of Ireland o Woman's League of Ireland, disputato tra gli anni settanta e ottanta. L'attuale campionato si è disputato per la prima volta nella stagione 2011-2012 avendo vinto nella sua stagione inaugurale dal  Peamount United.
Al termine della stagione 2018 si è laureato campione d'Irlanda il Wexford Youths, che aggiudicandosi il quarto titolo del torneo detiene anche il record di vittorie.

## Formato
Per la stagione 2017 al campionato vennero iscritte sette squadre squadre, che disputano una serie di tre incontri ciascuna, o due in casa e uno fuori casa o viceversa, per un totale complessivo di 18 partite, 9 in casa e 9 in trasferta. Il sistema di assegnazione del punteggio prevede 3 punti per la squadra vincitrice dell'incontro, 1 punto a testa in caso di pareggio e nessun punto per la squadra sconfitta. La prima classificata vince il campionato, è campione di Irlanda e accede alla UEFA Women's Champions League della stagione successiva, mentre non è prevista alcuna retrocessione.
Nella stagione 2018 al campionato si aggiunse un'ottava squadra, il Limerick.

## Le squadre

### Organico attuale
Alla stagione 2025 sono iscritte le seguenti 12 squadre:
- Athlone Town
- Bohemians
- Cork City
- DLR Waves
- Galway
- Peamount United
- Shamrock Rovers
- Shelbourne
- Sligo Rovers
- Treaty United
- Waterford
- Wexford Youths

## Albo d'oro
- 2011-2012:  Peamount United (1)
- 2012-2013:  Raheny United (1)
- 2013-2014:  Raheny United (2)
- 2014-2015:  Wexford Youths (1)
- 2015-2016:  Wexford Youths (2)
- 2016:  Shelbourne (1)
- 2017:  Wexford Youths (3)
- 2018:  Wexford Youths (4)
- 2019:  Peamount United (2)
- 2020:  Peamount United (3)
- 2021:  Shelbourne (2)
- 2022:  Shelbourne (3)
- 2023:  Peamount United (4)
- 2024:  Athlone Town (1)

## Statistiche

### Vittorie per squadra
| Club            | Vittorie | Stagioni                         |
| --------------- | -------- | -------------------------------- |
| Peamount United | 4        | 2011-2012, 2019, 2020, 2023      |
| Wexford Youths  | 4        | 2014-2015, 2015-2016, 2017. 2018 |
| Shelbourne      | 3        | 2016, 2021, 2022                 |
| Raheny United   | 2        | 2012-2013, 2013-2014             |
| Athlone Town    | 1        | 2024                             |